# Premi Lasker
El Premi Albert Lasker d'Investigació Mèdica ha estat lliurat anualment des de 1946 a persones vives que hagin fet contribucions a la ciència mèdica. Està administrada per la Fundació Lasker, fundada pel pioner de la publicitat Albert Lasker i la seva esposa Mary Woodward Lasker (després convertits en activistes de la medicina). Els premis de vegades són anomenats els "Nobel d'Amèrica." Els quatre principals premis són: 
- Premi Albert Lasker d'Investigació Mèdica Bàsica
- Premi Albert Lasker d'Investigació Mèdica Clínica
- Premi Mary Woodard Lasker al Servei Públic (rebatejat en el 2000 com a Premi Albert Lasker per Servei Públic)
- Premi Especial Albert Lasker (1994-)